# Leonardo Gonçalves
Leonardo Ribeiro Gonçalves (Iguape, 1 de marzo de 1996) es un deportista brasileño que compite en judo.
Participó en los Juegos Olímpicos de París 2024, obteniendo una medalla de bronce en la prueba de equipo mixto. Ganó una medalla en los Juegos Panamericanos de 2023 y siete medallas en el Campeonato Panamericano de Judo entre los años 2017 y 2025.

## Carrera
En el Campeonato Mundial Juvenil de Judo de 2015, ganó una medalla de plata en la categoría de -100 kg.
En el Campeonato Panamericano de Judo de 2017 celebrado en Panamá, ganó una medalla de bronce en la categoría de peso semipesado (100 kg).
En el Campeonato Panamericano de Judo de 2018 celebrado en San José, Costa Rica, Gonçalves ganó su mayor título, ganando una medalla de oro en la categoría -100 kg.
En los Juegos Suramericanos de 2018 celebrados en Cochabamba, Bolivia, consiguió el título, ganando medalla de oro en la categoría de 100 kg.
En el Campeonato Panamericano de Judo de 2019 celebrado en Lima, Perú, ganó una medalla de plata en la categoría de peso semipesado (100 kg).
En el Campeonato Mundial de Judo de 2019 celebrado en Tokio, Japón, debutando en el Campeonato Mundial de Adultos, Gonçalves se enfrentó a Zelym Kotsoiev, de Azerbaiyán, quien luego se convertiría en campeón de Europa y medallista del Campeonato Mundial. Gonçalves ocupaba actualmente el puesto 17 del mundo y su oponente ocupaba el puesto 18 del mundo y había sido campeón mundial juvenil en 2017. Gonçalves perdió en su debut.
No participó en los Juegos Panamericanos de 2019 por una lesión en el codo derecho.
No pudo participar en los Juegos Olímpicos de Verano de 2020, ya que el lugar de Brasil en la categoría de 100 kg fue para Rafael Buzacarini.
Participó en el Campeonato Panamericano de Judo de 2020 celebrado en Guadalajara, México, finalizando 5° en la categoría de 100 kg.
En el Campeonato Panamericano de Judo de 2021 celebrado en Guadalajara, México, Gonçalves ganó una medalla de bronce en la categoría de peso semipesado (100 kg).
En el Campeonato Mundial de Judo de 2021 celebrado en Budapest, Hungría, perdió en su primera pelea.
En el Grand Slam de Tel Aviv 2023 (Grand Slam es el torneo que más puntos da en el ranking de judo después de los Juegos Olímpicos, los Campeonatos del Mundo y el World Masters), Gonçalves ganó su primera medalla de Grand Slam, una bronce.
En el Campeonato Panamericano y de Oceanía de Judo de 2023 celebrado en Calgary, Canadá, Gonçalves quedó subcampeón en la categoría de peso semipesado (−100 kg) y ganó el oro en la competencia por equipos mixtos representando a Brasil.
En los Juegos Panamericanos de 2023 celebrados en Santiago, finalizó 5° en la categoría de 100kg. También obtuvo medalla de plata por participar en la modalidad de equipos mixtos.
En el Campeonato Panamericano y de Oceanía de Judo de 2024 ganó la medalla de bronce.
En el Campeonato Mundial de Judo de 2024, Gonçalves debutó contra el actual campeón mundial, Arman Adamian, de Rusia, anotando un waza-ari. Pero, luego, el rival logró proyectar dos veces al brasileño para darle la vuelta al marcador y ganar la pelea.

## Palmarés internacional
| Juegos Olímpicos        | Juegos Olímpicos          | Juegos Olímpicos  | Juegos Olímpicos |
| Año                     | Lugar                     | Medalla           | Categoría        |
| ----------------------- | ------------------------- | ----------------- | ---------------- |
| 2024                    | París (Francia)           | Medalla de bronce | Equipo mixto     |
| Juegos Panamericanos    |                           |                   |                  |
| Año                     | Lugar                     | Medalla           | Categoría        |
| 2023                    | Santiago (Chile)          | Medalla de plata  | Equipo mixto     |
| Campeonato Panamericano |                           |                   |                  |
| Año                     | Lugar                     | Medalla           | Categoría        |
| 2017                    | Ciudad de Panamá (Panamá) | Medalla de bronce | –100 kg          |
| 2018                    | San José (Costa Rica)     | Medalla de oro    | –100 kg          |
| 2019                    | Lima (Perú)               | Medalla de plata  | –100 kg          |
| 2021                    | Guadalajara (México)      | Medalla de bronce | –100 kg          |
| 2023                    | Calgary (Canadá)          | Medalla de plata  | –100 kg          |
| 2024                    | Río de Janeiro (Brasil)   | Medalla de bronce | –100 kg          |
| 2025                    | Santiago (Chile)          | Medalla de oro    | –100 kg          |